# Каменец (Минский район)
Каменец (бел. Ка́менец) — деревня в Минском районе Минской области Республики Беларусь. В составе Шершунского сельсовета.

## География
Пролегает дорога Н-8970.
Ближайшие населённые пункты Дворище, Камки, Латыговка и др.

### Гидрография
Река Луковая.

## История
В 1905 году в Радошковской волости Вилейского уезда Виленской губернии.

## Население

### Численность
- 2009 год — 79 человек

### Динамика
- 1905 год — 305 человек (165 муж. и 140 жен.)[2]
- 1999 год — 99 человек (перепись населения)
- 2009 год — 79 человек (перепись населения)[2]

## Достопримечательность
- Братская могила[3]